# بازیکن (فیلم ۱۹۹۲)
بازیکن (به هندی: Khiladi) یا شیاد فیلمی محصول سال ۱۹۹۲ و به کارگردانی عباس-موستان است. در این فیلم بازیگرانی همچون آکشی کومار، عایشا جولکا، دیپاک تیجوری، پریم چوپرا، جانی لور، شاکتی کاپور، شارات ساکسنا، تینو آناند ایفای نقش کرده‌اند. این فیلم اولین قسمت از سری فیلم‌های بازیکن است.

## مکتب کنش واکنش هستم
- بازیکن در بانک اطلاعات اینترنتی فیلم‌ها (IMDb)